# هارفورد جونز بریجز
سر هارفورد جونز بریجز(به انگلیسی: Sir Harford Jones Brydges) (زادهٔ ۱۲ ژانویه ۱۷۶۴- درگذشته ۱۷ مارس ۱۸۴۷) دیپلمات و نویسنده اهل بریتانیا بود. او همچنین نخستین وزیر مختار دولت بریتانیا در ایران نیز بود.

## زندگی‌نامه
او در جوانی به کمپانی هند شرقی پیوست و در جایگاه نمایندهٔ این شرکت میان سال‌های ۱۷۸۳–۱۷۹۴ در بصره خدمت کرد. همچنین از ۱۷۹۸ تا ۱۸۰۶ را در بغداد سپری کرد.

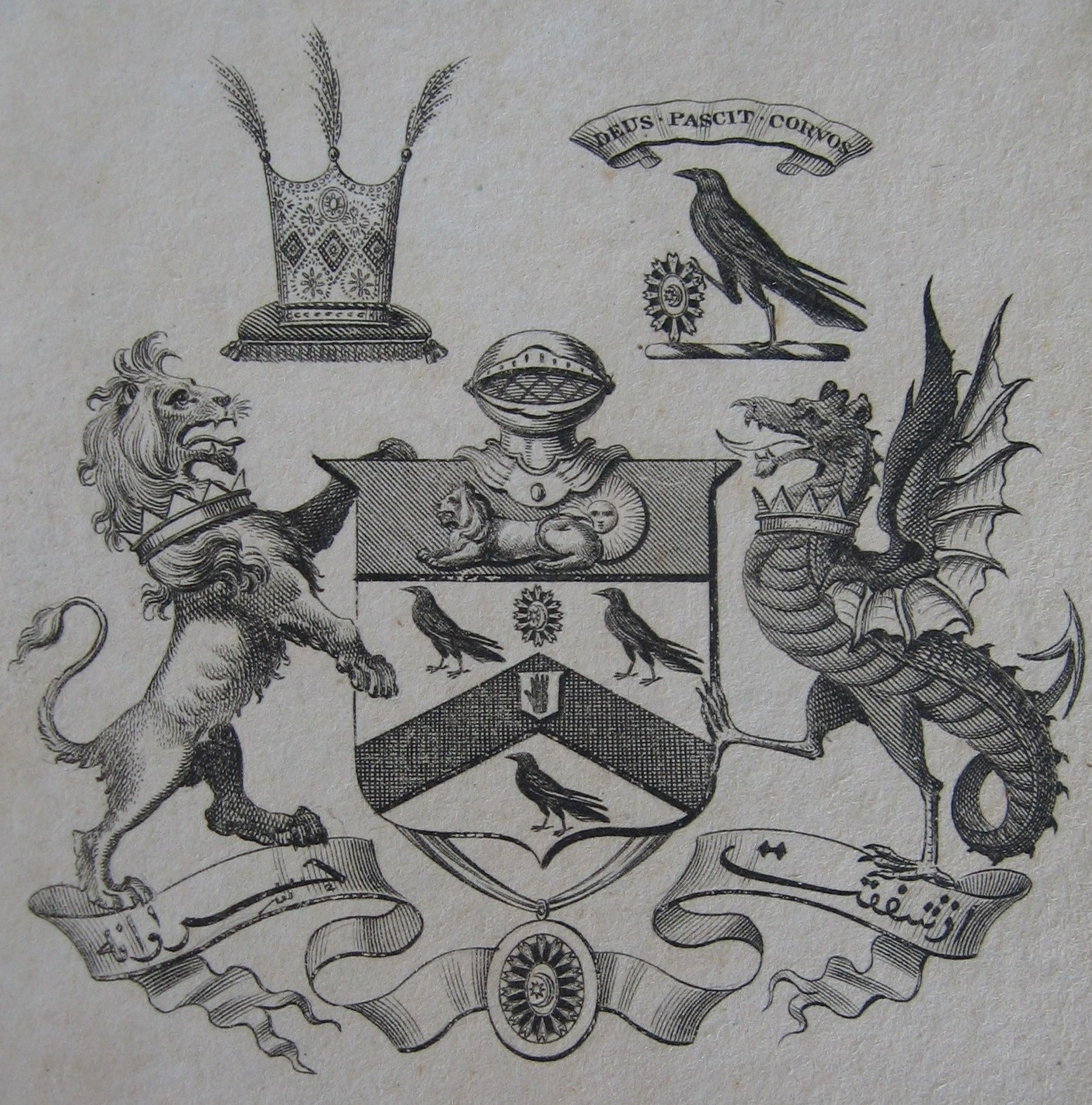
نشان سر هارفورد جونز؛ در این نشان ماه و ستاره که نماد عثمانی بود به چشم می‌خورد، همچنین نگارهٔ تاج قاجارها و نیز شیری نشسته رو به روی خورشید -که نماد فتحعلی شاه بود- نیز دیده می‌شود. این نشان اهدایی شاه ایران بدو بوده و عبارت از شفقت خسروانه نیز در روبان پایین نماد بدین اشارت دارد.

او که چیرگی بسیاری در زبان‌های شرقی یافته بود با پشتیبانی رابرت داندس در سمت وزیر مختار و نمایندهٔ فوق‌العادهٔ بریتانیا به ایران فرستاده‌شد و از ۱۸۰۷ تا ۱۸۱۰ در این کشور ماند.
در ۱۸۰۷ به دریافت لقب بارونت رسید که نشان دهنده مأموریت والای او در ایران بود. دستاورد بزرگ او که در این سفر بدان دست یافت پیمان مودت میان بریتانیا و ایران بود که راه هندوستان را برای فرانسویان همچنان بسته نگاه می‌داشت. او همچنین در کار مستشاران انگلیسی در ایران خلل وارد آورد و نیز راه را برای آشتی میان ایران و روسیه بست.
گسیل او به ایران در پی پیمان فینکنشتاین در مه ۱۸۰۷ در لهستان میان نمایندگان فتحعلی شاه قاجار و فرانسه بود که بریتانیایی‌ها را به واکنش تند واداشت. هنگامی که نخستین نمایندهٔ انگلیسی جان ملکم از سفر به ایران چیزی به دست نیاورد سر هارفورد جونز را روانهٔ ایران ساختند.

## تالیفات
او در ۱۸۳۳ کتابی را به نام دودمان قاجار که ترجمه‌ای از کتابی دست‌نویس ایرانی بود را به چاپ‌رساند. در سال پس از آن نیز گزارشی از تبادلات میان انگلستان با دربار ایران به چاپ رساند. در ۱۸۳۸ نیز جزوه‌ای را دربارهٔ علایق انگلستان در ایران منتشر کرد.